# Stawy (województwo mazowieckie)
Stawy – osada w Polsce położona w województwie mazowieckim, w powiecie węgrowskim, w gminie Liw.